# Dětské křížové výpravy

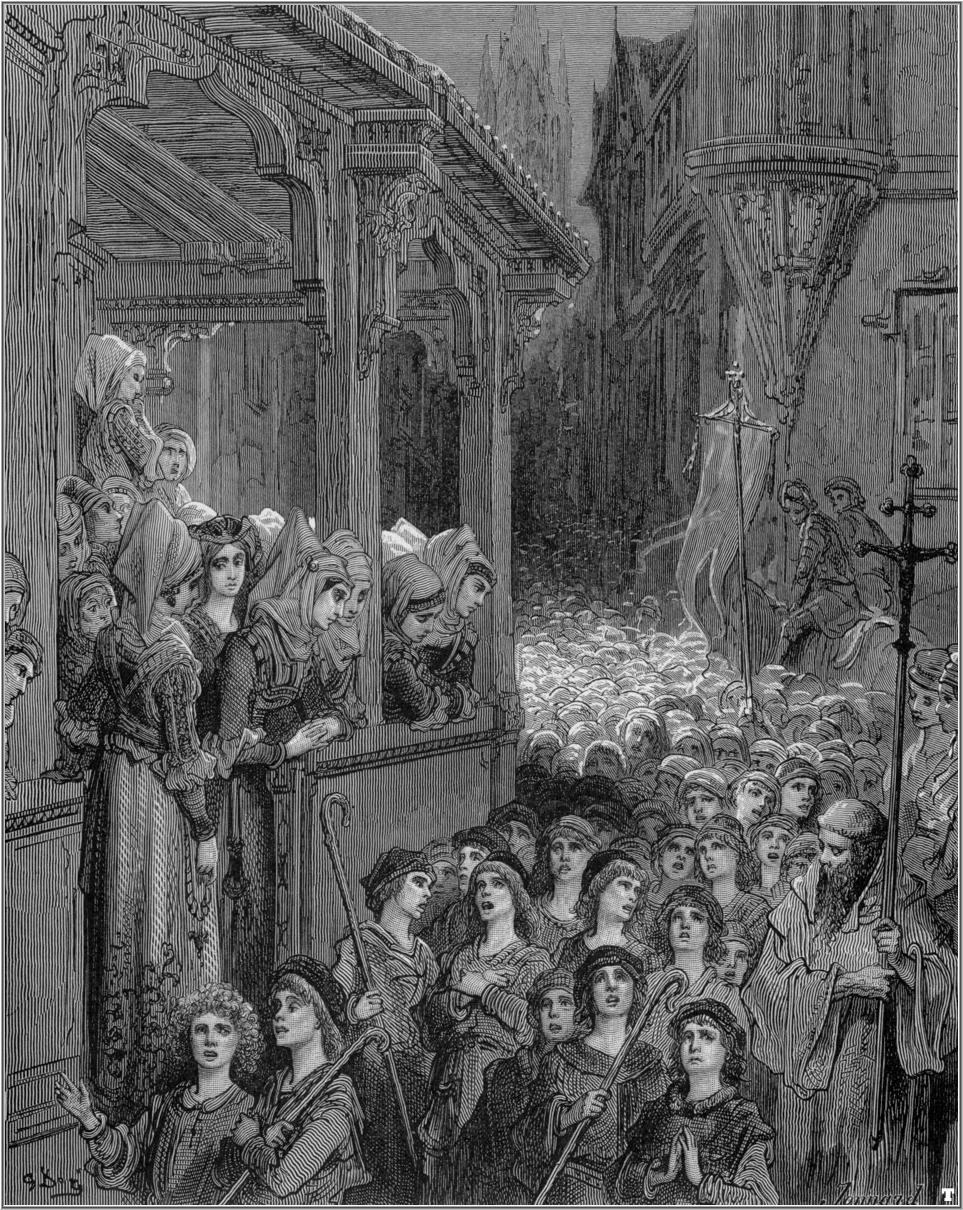
Dětská křížová výprava od Gustava Doré

Dětské křížové výpravy je označení lidových poutí roku 1212 do Svaté země, které měly za cíl po vzoru rytířských výprav osvobození Jeruzaléma od nadvlády muslimů. Dělily se na německý a francouzský proud pod vedením mladých pastýřů Mikuláše a Štěpána a dopadly neúspěchem, svého cíle nedosáhly a většina účastníků zemřela po cestě v Evropě nebo byla prodána do otroctví.
Název výprav pochází od označení účastníků latinským slovem pueri, které dle novějších názorů znamenalo děti Boží, tedy chudý lid, a nikoli nedospělé děti. Podle různých zdrojů ovšem pravděpodobně o nedospělé děti šlo. Také další součásti tradičního příběhu o dětských výpravách mají mytický ráz bez opory ve spolehlivých historických pramenech.

## Pravděpodobné příčiny
Výpravy vychází z dobových nálad, touze po osvobození Božího hrobu a chiliastických očekávání. Odezva u lidových vrstev nebyla ojedinělá, objevila se už po vyhlášení první křížové výpravy v podobě lidové kruciáty roku 1096, další tzv. pastýřské křížové výpravy vznikly v letech 1251 a 1320.
Pokud se křížové výpravy dětí opravdu odehrály, tak příčin vzniku mohlo být hned několik. Z náboženského pohledu se prý dětem zjevil anděl (někde uváděno, že prý samotný Ježíš) a nakázal jim, aby šly do Svaté země. Podle některých tvrzení výpravy neorganizovaly děti, ale zfanatizovaní křesťanští duchovní či překupníci s otroky.
Zcela jiným a pravděpodobnějším důvodem mohla být špatná hospodářská situace rodin s více dětmi. Tou dobou měly klimatické podmínky v Evropě neblahý vliv na hospodářství. Hlad a vidina lepšího života možná děti povzbudily k daleké cestě. Je ovšem možné, že děti byly vyhnány rodiči.

## Průběh

### Německý proud
Podle dobových kronik na jaře roku 1212 desetiletý pastýř Mikuláš tvrdil, že se mu zjevil anděl a sdělil mu, aby se vydal do Jeruzaléma. Do města, jež Bůh vydá neposkvrněným. Zvěst o tomto proroctví se šířila Německem ohromnou rychlostí a brzy se v okolí Kolína nad Rýnem shlukovaly davy dětí. Mikuláš měl mít podle popisu na hrudi vyšito řecké písmeno tau, jež bylo v té době často používáno místo kříže. Byl prý také obdařen skvělým řečnickým nadáním a říkal dětem to, co chtěly slyšet. Uvádí se, že se s ním na výpravu v dubnu 1212 vydalo 5 000 dětí a další 2 000 se připojily na cestě. Jiné zdroje uvádí, že dětí bylo 20 000 až 50 000. Věková kategorie byla v rozmezí sedmi až patnácti let. Mikulášova armáda putovala přes Basilej, Ženevu a Alpy až do Janova. Pochod většina dětí nepřežila. Uvádí se, že koncem srpna do Janova dorazilo zhruba 2 000 dětí, jiné zdroje uvádějí 7 000. Nejkritičtější úsek cesty byl bezpochyby přechod přes Alpy, kde většina bosých dětí v letním oblečení umrzla, nebo se zřítila z útesů. Když konečně děti dorazily do Janovského přístavu, čekaly, že se podle Mikulášova proroctví moře rozestoupí jako před Mojžíšem a ony budou moci dojít až do Svaté země. Nestalo se tak. Mikuláš se tedy rozhodl děti přivést do Pisy a Říma s prosbou o pomoc od samotného papeže. Některé děti však už dále jít nechtěly a zůstaly v Janově, kde jejich potomci údajně žijí dodnes. Papež Inocenc III. prý děti přijal, vyslechl, daroval jim nějaké peníze a poslal je zpátky domů pod pohrůžkou exkomunikace z křesťanské církve. Děti hlavu církve poslechly a vydaly se na zpáteční cestu. Domů jich dorazilo jen několik. Mikuláš pravděpodobně zahynul při zpáteční cestě někde v Alpách. Po návratu zbytku výpravy rozhořčení rodiče mrtvých dětí potřebovali někoho označit za viníka. Jako obětní beránek jim posloužil Mikulášův otec, kterého oběsili.

### Francouzský proud
Téhož roku v červnu podle kronik zažila Francie stejný příběh. Tentokrát byl podle všeho hlavním hrdinou dvanáctiletý Štěpán z Cloyes. Tímto vzniká spor tehdejších německých a francouzských kronikářů o prvenství dětské výpravy. Výprava vedená Štěpánem měla putovat Francií zhruba v povodí řeky Rhôny až do přístavu Marseille a čítala kolem 30 000 dětí, avšak do cíle dorazila jen necelá třetina. I tato výprava měla velké ztráty na životech, ale většina dětí se spíše vrátila domů a zbývající zůstaly v okolních vesnicích. I podle Štěpánova tvrzení se mělo moře rozestoupit, avšak přes veškeré modlitby se tak nestalo. Štěpán tedy po několikadenním přemlouvání v přístavu nakonec zajistil lodě, které by děti do Jeruzaléma přivezly. Ve skutečnosti však narazil jen na překupníky s otroky, kteří část dětí prodali do Tunisu a Egypta. Druhá část dětí zahynula při ztroskotání lodě nedaleko Sardinie.

## Dějiny bádání a pochybnosti o dětských křížových výpravách
Oba velké pochody měly ve skutečnosti proběhnout, ale nemělo se jednat o pochody dětí. Nedávný výzkum naznačuje, že kronikáři 13. století špatně pochopili význam latinského slova „pueri“, což v překladu znamená „chlapci“ nebo také „děti“. V minulosti tak ale také bývali slangově označováni vandráci a zkrachovalí rolníci, a tak pravděpodobně už 30 let po této události došlo k chybě v překladu. O dalších několik desítek let později už nikdo nepoznal, co se slovíčkem „pueri“ vlastně myslí. Giovanni Miccoli v roce 1961 poprvé upozornil na nesrovnalosti ve výpovědích "klasických" pramenů. Jeho argumentaci v roce 1977 plně rozvinul Peter Raedts. Tento badatel dokázal, že kronikáři, kteří nebyli očitými svědky výpravy, si chybně vyložili pojem pueri (lat. chlapci) jako děti. Raedts doložil, že termínem pueri byli v době výpravy označováni poddaní z nejchudších vrstev. Moderní studie rovněž tvrdí, že tehdejší špatná ekonomická situace donutila některé obyvatele prodat svoje pozemky a přestěhovat se jinam. Migrovat měly až stovky rodin. Myšlenka dětské křížové výpravy však zůstává hluboce zakořeněna v historii.
Jako první se dětskými křížovými výpravami zabývali Francouz G. de Janssens a Němec R. Röhricht. Analyzovali zdroje, ale nezabývali se příběhem. Americký historik Dana Carleton Munro provedl nejlepší analýzu zdrojů a byl první, kdo uvedl přesvědčivou a střídmou úvahu legend o dětských křížových výpravách. Německý psychiatr Justus Hecker předložil originální výklad křížové výpravy. Byla to polemika o „nemocné náboženské přecitlivělosti“. P. Alphandery poprvé zveřejnil svou představu o výpravách roku 1916 v článku, který byl roku 1959 publikován v knižní podobě. Křížovou výpravu viděl jako středověký kult neviňátek. Své myšlenky však zakládal na nedůvěryhodných zdrojích. Adolf Waas viděl dětskou křížovou výpravu jako projev rytířské zbožnosti a jako protest proti velebení svaté války. Hans Eberhard Mayer rozvíjel Alphaderyho myšlenku neviňátek a tvrdil, že děti byly vybrány Bohem, protože ony byly ti nejchudší. Giovanni Miccoli byl první, kdo přišel s myšlenkou, že děti v dětských křížových výpravách nehrály moc velkou roli. Jeho tvrzení podkopalo všechny minulé výklady. Analýza Petera Raedtsa z roku 1977 je považována za nejlepší zdroj ohledně otázek týkajících se dětských křížových výprav. Jeho jazyková a sociální analýza naznačuje, že křižáci z roku 1212 nebyly děti, ale chudí lidé na okraji venkovské společnosti, kteří byli nadchnuti ideálem kultu apoštolské chudoby. Věřili, že po neúspěchu ozbrojených křížových výprav Bůh usoudil, že co před tím nezvládly zbraně, zvládnou oni jakožto vyvolení.

### Odraz v pramenech
Letopis Jindřicha Heimburského z konce 13. století se k roku 1212 zmiňuje, že "Multitudo infancium ab hereticis traditur Saracenis" (tedy, že bylo prodáno množství dětí od kacířů Saracénům).

### Film
- Křižáček, český film o neúspěšném, dějově nejasném útěku osmiletého chlapce na výpravu (2017), námět: Jaroslav Vrchlický, režie Václav Kadrnka
- Křižák v džínách (Kruistocht in spijkerbroek), belgicko-nizozemsko-lucemburský film z roku (2006) o cestováním časem mladého fotbalisty z moderního Nizozemska do legendární německé dětské křížové výpravy vedené Mikulášem.